# Flender FW 2000
Der Serienfrachtschiffsentwurf Flender FW 2000 kurz auch Flender 2000 der Flender-Werft ist ein Containerschiffstyp mit einer Kapazität von rund 2000 TEU. Dessen Variante Flender FW 2100 weist eine etwas höhere Containerkapazität auf. Aufgrund ihrer ursprünglichen Namen der auftraggebenden Reederei Claus-Peter Offen, die alle mit dem Wort „Santa“ begannen, denen ein zweites mit den Buchstaben „G“, oder „F“ beginnendes Wort folgte, werden die Einheiten auch Santa-G-Schiffe bzw. Santa-F-Schiffe genannt.

## Geschichte
Die Flender-Werft entwickelte die beiden Typen im Rahmen des „High-Economic-Container-Vessel“-Programms von schiffbaulich miteinander verwandten standardisierten Containerschiffstypen von 1100 bis 2500 TEU.
Die Einheiten sind als Containerschiffe mit weit achterem Deckshaus ausgelegt. Hergestellt wurde die Baureihe in den Jahren 1995 bis 1999. Eingesetzt werden die Schiffe der Reederei Offen vorwiegend als Charterschiffe in der weltweiten Linienfahrt – häufig auf Diensten in Regionen mit schlecht ausgebauter Hafeninfrastruktur, so finden sich beispielsweise verhältnismäßig viele der Schiffe auf Südamerikadiensten. Die einzelnen Schiffe sind mit Kränen und anderen Besonderheiten auf den jeweiligen Einsatz abgestimmt.
Die Containerkapazität der Santa-G-Schiffe beträgt 2061 TEU, von denen 150 TEU Kühlcontainer gefahren werden können. Bei den Santa-F-Schiffen sind es 2169 TEU und 420 TEU Kühlcontainer. Die Schiffe besitzen fünf mit Pontonlukendeckeln verschlossene Laderäume, die alle vor den Aufbauten liegen und Decksstellfläche mit zwei (Santa-G-Schiffe), bzw. drei (Santa-F-Schiffe) 20-Fuß-Bays dahinter. Die Schiffe verfügen insgesamt über drei mittschiffs angeordnete Schiffskräne vor dem Deckshaus und einem an der Achterkante des Aufbaus angebrachten vierten Kran. Die beiden mittleren Kräne verfügen über 40 Tonnen Tragkraft, der vordere Kran 25 Tonnen und der hintere Kran über 10 Tonnen Tragkraft. Die Variante FW 2100 (Santa-F-Schiffe) verfügt aufgrund eines geringfügig höheren zulässigen Tiefgangs und einer höheren Anzahl von Containerstellplätzen an Deck über eine gut 100 TEU größere Containerkapazität. Aufbauend auf dem Typ FW 2000 entwickelte die Werft den Entwurf zur Cap-Klasse der Reederei Hamburg-Süd.
Der Antrieb der Schiffe besteht aus einem vom Dieselmotorenwerk Vulkan Werk Rostock (DMR) in MAN B&W-Lizenz gebauten Zweitakt-Dieselmotor des Typs 6S60MC mit einer Leistung von 12.240 kW. Der Motor wirkt bei einem Teil der Schiffe über ein Getriebe auf einen Verstellpropeller, beim anderen Teil direkt auf einen Festpropeller und bei den Santa-G-Schiffen zusätzlich auf einen Wellengenerator und ermöglicht eine Geschwindigkeit von rund 20 Knoten. Weiterhin stehen bei den Santa-G-Schiffen zwei (bei den Santa-F-Schiffen drei) Hilfsdiesel und ein Notdiesel-Generator zur Verfügung. Die An- und Ablegemanöver werden durch ein Bugstrahlruder unterstützt.

## Die Schiffe
| Flender FW 2000 / 2100       | Flender FW 2000 / 2100 | Flender FW 2000 / 2100 | Flender FW 2000 / 2100 | Flender FW 2000 / 2100 |
| Bauname                      | Bau- nummer            | IMO- Nummer            | Ablieferung            | Umbenennungen und Verbleib |
| ---------------------------- | ---------------------- | ---------------------- | ---------------------- | --- |
| Santa Giovanna               | 661                    | 9126479                | 28. Juni 1996          | abgeliefert als Nedlloyd Amazonas, 1999 P&O Nedlloyd Amazonas, 2001 Santa Giovanna, 2016 Santa, 2016 in Alang verschrottet.                                                    |
| Santa Giuliana               | 662                    | 9126481                | Oktober 1996           | abgeliefert als Nedlloyd Orinoco, 1999 P&O Nedlloyd Orinoco, 2001 Santa Giuliana, 2005 Clan Tangun, 2008 Delmas Bouake, 2009 Santa Giuliana, 2016 in Alang verschrottet.       |
| Santa Giulietta              | 663                    | 9141778                | 14. März 1997          | abgeliefert als P&O Nedlloyd Parana, 2002 Santa Giulietta, 2005 Delmas Abuja, 2009 Santa Giulietta, 2016 Santa G, 2016 in Chittagong verschrottet.                             |
| Santa Giannina               | 664                    | 9141780                | 18. Juli 1997          | abgeliefert als P&O Nedlloyd Kingston, 2002 Santa Giannina, 2003 P&O Nedlloyd Salsa, 2005 Cala Palamos, 2008 Santa Giannina, 2016 MSC Giannia                                  |
| Santa Giorgina               | 665                    | 9141792                | November 1997          | abgeliefert als P&O Nedlloyd Rio Grande, 2002 Santa Giorgina, 2003 Canmar Promise, 2006 CMA CGM Lagos, 2009 Santa Giorgina, 2015 Cielo di Rabat.                               |
| Santa Fiorenza               | 666                    | 9162253                | 20. März 1998          | abgeliefert als P&O Nedlloyd Arica, 2002 Santa Fiorenza, 2007 CMA CGM Niger, 2009, Santa Fiorenza, 2011 Westwood Discovery, 2015 Santa Fiorenza, 2016 in Chittagong angewrackt |
| Santa Federicia              | 664                    | 9162265                | 17. Juli 1998          | abgeliefert als P&O Nedlloyd Santiago, 2002 Santa Federicia, 2011 Westwood Pacific, 2017 Santa Federica, 2017 Xin Long Yung 86                                                 |
| Santa Francesca              | 669                    | 9188219                | November 1998          | abgeliefert als P&O Nedlloyd Sao Paulo, 2002 Santa Francesca, 2007 CMA CGM Volta, 2009 Santa Francesca, 2017 MSC Masha 3                                                       |
| Santa Felicita               | 670                    | 9162277                | 26. März 1999          | abgeliefert als P&O Nedlloyd Seoul, 2002 Santa Felicita, 2013 Thorsky, 2017 Abbruch in Chittagong.                                                                             |
| Santa Fabiola                | 671                    | 9173135                | 25. Juni 1999          | abgeliefert als P&O Nedlloyd Singapore, 2005 Santa Fabiola, 2008 CMA CGM Nyala, 2009 Santa Fabiola, 2011 Westwood Cascade, 2013 Thorswind, 2017 Abbruch in Chittagong.         |
| Daten: Equasis, grosstonnage |                        |                        |                        | |